# 喬治華盛頓高級中學 (關島)
喬治華盛頓高級中學（英語：George Washington High School）是一所公立高級中學，位於美國領土關島曼吉勞華盛頓大道298號。該學校隸屬於關島教育部門，於1965年開業，招收9至12年級學生。
美國普查局將喬治華盛頓高級中學納入關島大學普查規定居民點。
2009至2010學年度，喬治華盛頓高級中學有2,610名學生。